# Megumu Yoshida
Megumu Yoshida (Aichi, 13 april 1973) is een voormalig Japans voetballer.

## Carrière
Megumu Yoshida speelde tussen 1996 en 2007 voor Verdy Kawasaki, Vissel Kobe, JEF United Ichihara, Sanfrecce Hiroshima en Sagan Tosu.